# José Trinidad Padilla López
José Trinidad Padilla López  (Guadalajara, Jalisco, 22 de diciembre de 1957) es un académico y político mexicano. Fue Rector General de la Universidad de Guadalajara y es profesor investigador de dicha Casa de Estudios. Se desempeñó como Diputado Federal por el VIII Distrito del Estado de Jalisco en el periodo  2009-2012 y como Presidente del comité ejecutivo nacional del Movimiento Nacional Tecnológico Universitario; actualmente es Diputado en el Congreso de Jalisco, electo por mayoría en el Distrito XIII habiendo sido candidato por el Partido Revolucionario Institucional (PRI). 

## Familia
Su padre, el licenciado en leyes Raúl Padilla Gutiérrez fue catedrático  de la UDG y político militante del PRI, partido del que llegó a ser Presidente Estatal en Jalisco y, en alguna ocasión, aspirante a la Gubernatura del Estado. Raúl Padilla López, su hermano, licenciado en historia por la Facultad de Filosofía y Letras de la Universidad de Guadalajara, ejerció el cargo como rector de la UDG en el periodo de 1989 a 1995.

## Vida
José Trinidad Padilla López (Guadalajara, Jalisco, 22 de diciembre de 1957) académico y político mexicano. Fue rector general de la Universidad de Guadalajara en el periodo de 2001 al 2007, y es profesor investigador de dicha Casa de Estudios; se desempeñó como diputado federal por el VIII Distrito del Estado de Jalisco en el periodo 2009-2012, y actualmente es diputado local en el Congreso de Jalisco en la LX legislatura (período 2012-2015), habiendo sido electo por mayoría y candidato por parte del PRI. 
Egresado de la licenciatura en sociología por la Universidad de Guadalajara, se tituló con el trabajo de tesis: Elementos para un estudio del desarrollo de las profesiones en el occidente de México 1940-1990.
En  1991 estudió  en la Université de la Sorbonne Nouvelle, París III, en el Instituto de Estudios de América Latina, hasta 1993. Domina los idiomas español, inglés y francés.

## Cargos universitarios
En 1979, se desempeñó como docente de bachillerato, aún cursando su licenciatura. 
Fue presidente de la Federación de Estudiantes de Guadalajara (FEG, 1983 a 1986). Para 1987, dirigió la primera Feria Internacional del Libro de Guadalajara (FIL) la cual se ha consolidado como la Feria del Libro en español más importante del mundo. Se desempeñó como titular de las siguientes entidades de la Universidad de Guadalajara: la Dirección General de Extensión Universitaria  en el periodo de 1989 a 1991, el Departamento de Egresados y Ex alumnos (1993-1995) y la Secretaría General (1995 al 2001).
Tras este cargo fue director del Instituto de Investigaciones en Innovación y Gobernanza de la Universidad de Guadalajara en el lapso de 2007 a 2009.

## Rectorado en la Universidad de Guadalajara
Tras concluir su cargo el doctor Víctor Manuel González Romero, Trino Padilla dio inicio a su gestión como Rector General de la Universidad de Guadalajara en el mes de abril para el periodo 2001-2007.
Donde la innovación y la calidad educativa, los derechos laborales y sociales, así como la democratización de la vida universitaria fueron sus principales objetivos. Tras seis años de asumir este cargo, Trinidad Padilla destacó que “se avanzó en el camino de la institucionalización, al reducir la improvisación y la discrecionalidad en la toma de decisiones” .
Destaca su gestión por haber impulsado y llevado a cabo la Reforma Estructural del Sistema de Pensiones y Jubilaciones, y la creación del Fideicomiso (2003), en septiembre de 2005; la creación de la Unidad de Enlace e Información, así como la integración del Comité Técnico de Transparencia y el Portal de Información Pública Universitaria, reconocido por la Organización de Estados Americanos (OEA), como parte del compromiso de rendición de cuentas a la comunidad universitaria y a la sociedad en general.
En el periodo rectoral del Licenciado José Trinidad Padilla López, la Universidad de Guadalajara se ubicó entre las 10 instituciones públicas de educación superior de México, en la obtención de recursos extraordinarios por concurso debido a la tarea que llevó a cabo para elaborar proyectos institucionales pertinentes y de calidad.

## Medio Político
Tras ganar nuevamente por mayoría relativa por el PRI, se desempeña actualmente como Diputado Local por el XIII Distrito del Estado de Jalisco en la LX Legislatura del Congreso del Estado de Jalisco.
Tras ganar por mayoría relativa en el PRI, se desempeñó como Diputado Federal por el VIII Distrito del Estado de Jalisco y como Presidente de la Comisión de Educación Pública y Servicios Educativos de la Cámara de Diputados, donde destacó su labor para hacer realidad la ampliación del presupuesto que se destina a la educación, la laicidad en la educación pública, entre otros asuntos. El 28 de febrero de 2011, tomó el cargo como Presidente del Comité Ejecutivo del Movimiento Nacional Tecnológico Universitario (MNTU), organización adherente al Partido Revolucionario Institucional (PRI); lo integran 36 universidades públicas y privadas de 21 entidades federativas. Dicha organización busca que para el año 2016 la cobertura de educación superior en México sea de 46 por ciento.

## Reconocimientos
Recibió el Doctorado Honoris Causa en ciencias sociales de la Universidad Kuyng Hee, Seúl de Corea del Sur, en septiembre de 2004 y tras impulsar las actividades educativas y culturales, obtuvo  el Doctorado Honoris Causa por parte de la Universidad Soka de Japón.
En 2007, se hace acreedor al Reconocimiento a Perfil Deseable en el Programa de Mejoramiento del Profesorado (PROMEP). Bajo el rectorado de Carlos Briseño, la biblioteca de la preparatoria número 6 de la Universidad de Guadalajara, lleva el nombre de “José Trinidad Padilla López”. El auditorio de usos múltiples de la Preparatoria Regional de El Salto también lleva como nombre "Lic. José Trinidad Padilla López" como reconocimiento a su servicio y trabajo intenso en favor de esta casa de estudios, el inmueble fue inaugurado en el mes de diciembre de este mismo año.

## Publicaciones
La calidad de la educación superior y la investigación científica (capítulo) 2008.
Políticas globales y educación (capítulo) 2005
La seducción simbólica. Estudios sobre el Imaginario (capítulo) 2007
Educación Superior: ¿bien público o bien de mercado? (capítulo) 2005
Memoria del Foro internacional sobre la fiscalización superior en México y el mundo 2005 (capítulo) 2005

## Enlaces
https://web.archive.org/web/20101125222133/http://www.jaliscoquienesquien.com/BIOGRAFIAS/P.html
https://web.archive.org/web/20160305024359/http://www.gaceta.udg.mx/Hemeroteca/paginas/473/473-4-8.pdf
http://sitl.diputados.gob.mx/LXI_leg/curricula.php?dipt=114 Archivado el 15 de marzo de 2011 en Wayback Machine.
http://www.lajornadajalisco.com.mx/2007/12/13/index.php?section=sociedad&article=010n2soc
- Datos: Q5945884